# Jōzō
Jōzō (浄蔵?; 891 – 27 dicembre 964) è stato un religioso giapponese.
Monaco buddhista della setta Tendai vissuto durante la metà del periodo Heian, era figlio di Miyoshi Kiyotsura e fratello maggiore di Nichizō.

## Biografia
Jozo entrò nel sacerdozio buddhista sotto l'imperatore Uda. Al monte Hiei, studiò il buddhismo esoterico sotto Genshō e la scrittura Siddham sotto Daiei. Tra gli altri miracoli attribuiti a Jōzō, oltre quello di Sugawara no Michizane nel 909, pregò con successo per soggiogare una ribellione nella regione del Kantō, guidata da Taira no Masakado dal 935 al 940. È anche noto per il suo bellissimo canto di inni buddhisti e per la sua competenza in astronomia e medicina.

## Commemorazione
- Nel gennaio 918, quando incontrò il corteo funebre di suo padre sul ponte "Ichijo Modori-bashi", a Kyoto, si addolorò e si sedette sulla bara e pregò, e Kiyotsura venne riportato in vita temporaneamente. Il miracolo della loro riunione li ha portati ad essere chiamati "ponte di ritorno" invece di "ponte Tsuchimikado-bashi".[1]